# 島上村
島上村（しまかみむら）は、かつて新潟県西蒲原郡にあった村。

## 沿革
- 1901年（明治34年）11月1日 - 西蒲原郡熊森村、横田村、笈砂村が合併し、島上村が発足。
- 1954年（昭和29年）11月3日 - 西蒲原郡地蔵堂町、国上村と合併し、分水町となり消滅。